# Carlos Echeverría
Carlos Echevarría Zudaire (Aramendía, 4 november 1940) is een Spaans voormalig wielrenner. Hij was als beroepsrenner actief tussen 1961 en 1971.

## Palmares
1962
Ronde van La Rioja
1963
1e etappe en eindklassement Ronde van La Rioja
1964
5e etappe en eindklassement GP Bicicleta Eibarresa
3e etappe Ronde van La Rioja
1965
GP Pascuas
4e etappe deel b Ronde van Spanje
GP San Lorenzo
2e etappe Ronde van La Rioja
1966
5e etappe Critérium du Dauphiné libéré
5e etappe Ronde van Spanje
Driedaagse van Leganes
Campeonato Vasco Navarro de Montaña
1967
GP Bicicleta Eibarresa
1968
Driedaagse van Leganes
1969
GP Valence
1970
Klasika Primavera
1e etappe en eindklassement Ronde van La Rioja
4e etappe Ronde van het Baskenland

## Resultaten in voornaamste wedstrijden
| \| Jaar \| Ronde van Italië \| Ronde van Frankrijk \| Ronde van Spanje \| \| ---- \| ---------------- \| ------------------- \| ---------------- \| \| 1963 \| \| opgave \| 25e \| \| 1964 \| \| opgave \| 18e \| \| 1965 \| \| 53e \| 5e (1) \| \| 1966 \| \| 25e \| ↑ (1) \| \| 1967 \| 17e \| \| 16e \| \| 1968 \| \| 29e \| 8e \| \| 1969 \| \| \| 9e \| \| 1970 \| \| \| 24e \|(*) tussen haakjes aantal individuele etappe-overwinningen |                  |                     |                  |
| Jaar | Ronde van Italië | Ronde van Frankrijk | Ronde van Spanje |
| 1963 |                  | opgave              | 25e              |
| 1964 |                  | opgave              | 18e              |
| 1965 |                  | 53e                 | 5e (1)           |
| 1966 |                  | 25e                 | ↑ (1)            |
| 1967 | 17e              |                     | 16e              |
| 1968 |                  | 29e                 | 8e               |
| 1969 |                  |                     | 9e               |
| 1970 |                  |                     | 24e              |